# Liste de peintures de Frans Hals
Cette page établit une liste des peintures de Frans Hals.  Son œuvre est composée uniquement de portraits de personnes de Haarlem ou ses environs.

## Liste
| Tableau | Titre | Date         | Dimensions        | ID                              | Musée                                                       | Place                        |
| ------- | --- | ------------ | ----------------- | ------------------------------- | ----------------------------------------------------------- | ---------------------------- |
|         | Portrait de Jacobus Zaffius                                                                                 | 1611         | 54,6 × 41,2 cm    | OSI-511/486                     | Musée Frans Hals                                            | Haarlem                      |
|         | Portrait d'une femme d'une trentaine d'années portant une chaîne autour de la taille                        | c.1611       | 94,2 × 71,1 cm    | 267 (pendant 38.6)              | Devonshire Collection                                       | Chatsworth House, Derbyshire |
|         | Portrait d’un homme tenant un crâne                                                                         | c.1611       | 94 × 72,5 cm      | 38.6 (pendant 267)              | The Barber Institute of Fine Arts                           | Birmingham                   |
|         | Portrait d'homme                                                                                            | 1612-1616    | 73,7 × 55,2 cm    | 32.821                          | Brooklyn Museum                                             | New York City                |
|         | Banquet des officiers du corps des archers de Saint-George, Haarlem 1616                                    | 1616         | 175 × 324 cm      | OSI-109                         | Musée Frans Hals                                            | Haarlem                      |
|         | Portrait de Pieter Cornelisz. van der Morsch                                                                | 1616         | 88,1 × 69,5 cm    | 61.42.2                         | Carnegie Museum of Art                                      | Pittsburgh                   |
|         | Fêtards du Mardi Gras                                                                                       | 1616-1617    | 131,4 × 99,7 cm   | 14.40.605                       | Metropolitan Museum of Art                                  | New York                     |
|         | Portrait de Theodorus Schrevelius (1572-1653)                                                               | 1617         | 14,5 × 12 cm      | OS 2003-18                      | Musée Frans Hals Provient de la Collection Bentinck-Thyssen | Haarlem                      |
|         | Portrait d'une femme                                                                                        | c.1618       | 112 × 91 cm       |                                 | collection privée                                           |                              |
|         | Portrait d'une femme                                                                                        | 1618-1620    | 103 × 82,5 cm     | 214 (pendant 213)               | Gemäldegalerie Alte Meister (Cassel)                        | Cassel                       |
|         | Portrait d'homme                                                                                            | 1618-1620    | 102,5 × 79 cm     | 213 (pendant 214)               | Gemäldegalerie Alte Meister (Cassel)                        | Cassel                       |
|         | Le Joueur de rommelpot                                                                                      | 1618-1622    | 106 × 80,3 cm     |                                 | Kimbell Art Museum                                          | Fort Worth                   |
|         | Portrait d'homme                                                                                            | 1619         | 89 × 76 cm        | 1366                            | Musée des beaux-arts de Dijon                               | Dijon                        |
|         | Portrait de Catharina Hooft (1618-1691) et sa nourrice                                                      | 1619-1620    | 86 × 65 cm        | 801G                            | Gemäldegalerie (Berlin)                                     | Berlin                       |
|         | Deux Garçons jouant et chantant                                                                             | 1620-1625    | 76 × 52 cm        | GK 215                          | Gemäldegalerie Alte Meister (Cassel)                        | Cassel                       |
|         | Jeune violoniste                                                                                            | 1620s        | 93 × 93 cm        |                                 | collection privée                                           |                              |
|         | Portrait de Catharina Both van der Eem                                                                      | 1620s        | 137,2 × 99,8 cm   | R.F. 425 (pendant R.F. 424)     | Musée du Louvre                                             | Paris                        |
|         | Portrait de Paulus van Beresteyn (1588-1636)                                                                | 1620s        | 137,1 × 104 cm    | R.F. 424 (pendant R.F. 425)     | Musée du Louvre                                             | Paris                        |
|         | Groupe de trois enfants (fragment)                                                                          | c. 1620      | 152 × 107,5 cm    | 4732 (fragment au droit)        | Musées royaux des beaux-arts de Belgique                    | Bruxelles                    |
|         | Portrait de la famille Van Campen dans un paysage (fragment)                                                | c. 1620      | 151 × 163,6 cm    | fragment au gauche de 4732      | Toledo Museum of Art                                        | Toledo                       |
|         | Fragment de portrait d'un jeune garçon                                                                      | 1621-1622    | 52 × 45,7 cm      |                                 | collection privée                                           |                              |
|         | Portrait de mariage d'Isaac Massa et Beatrix Van der Laen                                                   | 1622         | 140 × 166,5 cm    | A 133                           | Rijksmuseum                                                 | Amsterdam                    |
|         | Portrait (possible) d'Isaac Massa (1586-1643)                                                               | 1622         | 107 × 85 cm       |                                 | Devonshire Collection                                       | Chatsworth House, Derbyshire |
|         | Le Jeune Ramp et sa belle                                                                                   | c.1623       | 105 × 79 cm       |                                 | Metropolitan Museum of Art                                  | New York                     |
|         | Le Cavalier riant                                                                                           | 1624         | 83 × 67 cm        | 84                              | The Wallace Collection                                      | Londen                       |
|         | Portrait d'un garçon avec une flûte                                                                         | 1623-1625    | 62 × 55 cm        | 801A                            | Gemäldegalerie                                              | Berlin                       |
|         | Bouffon au luth                                                                                             | c. 1623-1624 | 70 × 62 cm        | R.F. 1984-32                    | Musée du Louvre                                             | Paris                        |
|         | Jeune garçon riant                                                                                          | 1625         | 27,94 cm diameter | AC1992.152.144                  | Los Angeles County Museum of Art                            | Los Angeles                  |
|         | Portrait de Aletta Hanemans (1606-1653)                                                                     | 1625         | 124,8 × 98,2 cm   | 460 (pendant 459)               | Mauritshuis                                                 | La Haye                      |
|         | Portrait de Jacob Pietersz. Olycan (1596-..)                                                                | 1625         | 124,6 × 97,3 cm   | 459 (pendant 460)               | Mauritshuis                                                 | La Haye                      |
|         | Jeune garçon avec un verre                                                                                  | 1625-1630    | 38 cm diameter    | G2476                           | Staatliches Museum Schwerin                                 | Schwerin                     |
|         | Jeune garçon riant avec une flûte                                                                           | 1625-1630    | 37,3 cm diameter  | G2475                           | Staatliches Museum Schwerin                                 | Schwerin                     |
|         | Jeune garçon avec un verre et luth                                                                          | 1625-1630    | 100 × 90 cm       |                                 | Guildhall Art Gallery                                       | Londen                       |
|         | Le fumeur                                                                                                   | 1623-1625    | 46,7 × 49,5 cm    | 89.15.34                        | Metropolitan Museum of Art                                  | New York                     |
|         | Jeune garçon avec un verre et luth                                                                          | 1625-1630    | 72,1 × 59,1 cm    | 14.40.604                       | Metropolitan Museum of Art                                  | New York                     |
|         | Portrait d'homme                                                                                            | 1625         | 76,2 × 63,5 cm    | 49734                           | Metropolitan Museum of Art                                  | New York                     |
|         | La Bohémienne (Hals)                                                                                        | c. 1625      | 57,8 × 52,1 cm    | M.I. 926                        | Musée du Louvre                                             | Paris                        |
|         | Évangéliste Jean Ensemble des quatre évangélistes de Catherine de Russie                                    | 1625-1628    | 70 × 55 cm        | 97.PA.48                        | J. Paul Getty Museum                                        | Los Angeles                  |
|         | Évangéliste Matthieu                                                                                        | 1625         | 70 × 55 cm        | 180                             | Odessa Museum of Western and Eastern Art                    | Odessa                       |
|         | Évangéliste Luc                                                                                             | 1625         | 70 × 55 cm        | 181                             | Odessa Museum of Western and Eastern Art                    | Odessa                       |
|         | Évangéliste Marc                                                                                            | 1625-1630    | 68 × 52 cm        |                                 | collection privée                                           |                              |
|         | Portrait de Willem van Heythuysen (1585-1650)                                                               | 1625-1630    | 204,5 × 134,5 cm  | 14101                           | Alte Pinakothek                                             | Munich                       |
|         | Jeune garçon riant                                                                                          | c. 1625      | 30,45 cm diameter | 1032                            | Mauritshuis                                                 | La Haye                      |
|         | portrait d'une femme, possible Cunera van Baersdorp                                                         | 1625         | 116,7 × 91,5 cm   |                                 | collection privée                                           |                              |
|         | Portrait d'homme; (possible) Michiel de Wael (1596-1659)                                                    | 1625         | 121 × 95,8 cm     | 1931.45O                        | Taft Museum of Art                                          | Cincinnati                   |
|         | Jeune violist                                                                                               | 1625-1630    | 18,4 × 18,8 cm    |                                 | collection privée                                           |                              |
|         | Portrait d'homme                                                                                            | 1625         | 26,2 × 20 cm      | 801F                            | Staatliche Museen Berlin-Dahlem                             | Berlin                       |
|         | Portrait de Sara Andriesdr Hessix                                                                           | 1626         | 87 × 70 cm        |                                 | Museu Calouste Gulbenkian                                   | Lisbon                       |
|         | Portrait de Michiel Jansz. van Middelhoven (1562-1638)                                                      | 1610-1626    | 87 × 70 cm        |                                 | Collection Adolphe Schloss                                  |                              |
|         | Portrait d'Isaac Abrahamsz. Massa                                                                           | 1626         | 79,7 × 65,1 cm    | 54/31                           | Musée des beaux-arts de l'Ontario                           | Toronto                      |
|         | Portrait de Anna van der Aar (1576/77, na 1626)                                                             | 1626         | 22,2 × 16,5 cm    | 29.100.9 (pendant 29.100.8)     | Metropolitan Museum of Art                                  | New York                     |
|         | Portrait de Petrus Scriverius (1576–1660)                                                                   | 1626         | 22,2 × 16,5 cm    | 29.100.8 (pendant 29.100.9)     | Metropolitan Museum of Art                                  | New York                     |
|         | Portrait de Johannes Acronius                                                                               | 1627         | 19,4 × 17,2 cm    | 767                             | Gemäldegalerie                                              | Berlin                       |
|         | Jeune homme tenant un crâne                                                                                 | c. 1626-1628 | 92,2 × 80,8 cm    | NG6458                          | National Gallery                                            | Londres                      |
|         | Banquet des officiers du corps des archers de Saint-Adrien                                                  | 1627         | 183 × 266,5 cm    | OSI-111 (1913)                  | Musée Frans Hals                                            | Haarlem                      |
|         | Portrait d'homme                                                                                            | c.1627       | 20 × 14,2 cm      | 766                             | Gemäldegalerie                                              | Berlin                       |
|         | Banquet des officiers du corps des archers de Saint-George, Haarlem 1627                                    | 1627         | 179 × 257,5 cm    | OSI-110                         | Musée Frans Hals                                            | Haarlem                      |
|         | portrait d'une femme inconnue                                                                               | 1627         | 87 × 67 cm        | 1954.287                        | The Art Institute of Chicago                                | Chicago                      |
|         | Portrait d'un jeune homme                                                                                   | 1626-1929    | 29,3 × 23,2 cm    | 1940.1.12                       | National Gallery of Art                                     | Washington D.C.              |
|         | Jeune chanteuse                                                                                             | 1626-1630    | 18,2 × 18,4 cm    |                                 | collection privée                                           |                              |
|         | Deux garçons riant avec bière                                                                               | 1626-1627    | 68 × 56,5 cm      | Br.L.4                          | Museum Boijmans Van Beuningen                               | Rotterdam                    |
|         | Portrait de Pieter Verdonck                                                                                 | c. 1627      | 46,7 × 35,6 cm    | NG1200                          | National Gallery of Scotland                                | Édimbourg                    |
|         | Le Jeune Pêcheur                                                                                            | 1627-1630    | 82 × 60,2 cm      |                                 | Schloss Burgsteinfurt                                       | Burgsteinfurt                |
|         | portrait d'une femme inconnue avec un livre                                                                 | 1628         | 73,7 × 59,1 cm    | 1957.18.4                       | Yale University Art Gallery                                 | New Haven                    |
|         | 'Peeckelhaeringh'                                                                                           | c. 1628-1630 | 75 × 61,5 cm      | 216                             | Gemäldegalerie Alte Meister (Cassel)                        | Cassel                       |
|         | Le Mulâtre                                                                                                  | 1628-1630    | 72 × 57,5 cm      | 1017                            | Museum der bildenden Künste                                 | Leipzig                      |
|         | Portrait de (possible) Maria van Teylingen (1570-1652)                                                      | 1628         | 22,8 cm diameter  |                                 | collection privée                                           |                              |
|         | Portrait de (possible) Theodorus Schrevelius (1572-1653)                                                    | 1628         | 22,8 cm diameter  |                                 | collection privée                                           |                              |
|         | Portrait de (possible) Theodorus Schrevelius (1572-1653)                                                    | 1628         | 22 × 17,5 cm      |                                 | collection privée                                           |                              |
|         | Jeune femme (Hals) présente les fruits et légumes pour la vente (Claes van Heussen)                         | 1630         | 157 × 200 cm      |                                 | collection privée                                           |                              |
|         | Joyeux Buveur                                                                                               | 1630         | 81 × 66,5 cm      | SK A 135                        | Rijksmuseum                                                 | Amsterdam                    |
|         | Portrait de Cornelis Coning                                                                                 | 1630         | 106,5 × 81 cm     |                                 | collection privée                                           |                              |
|         | Portrait de Samuel Ampzing (1590-1632)                                                                      | 1630         | 16,2 × 12,3 cm    |                                 | collection privée                                           |                              |
|         | portrait d'un homme inconnu                                                                                 | 1630         | 116,8 × 90,2 cm   | RCIN 405349                     | Buckingham Palace Royal Collection                          | Londen                       |
|         | Portrait de Daniel van Aken                                                                                 | 1630-1666    | 67 × 57 cm        | NM 1567                         | National Museum                                             | Stockholm                    |
|         | Portrait d'une femme                                                                                        | 1630-1633    | 75 × 58 cm        | 801 (pendant 800)               | Gemäldegalerie                                              | Berlin                       |
|         | Portrait d'homme                                                                                            | 1630-1633    | 75 × 58 cm        | 800 (pendant 801)               | Gemäldegalerie                                              | Berlin                       |
|         | Portrait de Pieter Jacobsz. Olycan (1572-1658)                                                              | 1630-1635    | 68 × 57,6 cm      | OS-2004-39                      | Musée Frans Hals                                            | Haarlem                      |
|         | Portrait d'une femme                                                                                        | c. 1633      | 40 × 37,5 cm      |                                 | collection privée                                           |                              |
|         | Portrait d'une femme                                                                                        | 1630-1640    | 80 × 64,1 cm      |                                 | collection privée                                           |                              |
|         | portrait d'un homme inconnu                                                                                 | c.1635       | 62 × 52 cm        | 1930.186                        | Fogg Art Museum                                             | Boston                       |
|         | Malle Babbe                                                                                                 | 1630-1635    | 75 × 64 cm        | 801C                            | Gemäldegalerie                                              | Berlin                       |
|         | La Jeune Pêcheuse                                                                                           | 1630-1632    | 80,6 × 66,7 cm    |                                 | collection privée                                           |                              |
|         | Le Jeune Pêcheur                                                                                            | c. 1630      | 28,3 × 22,8 in    | 193                             | National Gallery of Ireland                                 | Dublin                       |
|         | Le Jeune Pêcheur                                                                                            | c. 1630      | 74 × 61 cm        | 188                             | Musée royal des beaux-arts d'Anvers                         | Anvers                       |
|         | Vioolspelende man in een duinlandschap                                                                      | c. 1630      | 86,4 × 70 cm      | 178                             | Museo Thyssen-Bornemisza                                    | Madrid                       |
|         | Portrait de Sara Wolphaerts van Diemen (1594-1667                                                           | c. 1630-1633 | 79,5 × 66,5 cm    | SK-A-1247 (pendant SK A 1246)   | Rijksmuseum                                                 | Amsterdam                    |
|         | Portrait de Nicolaes Hasselaer (1593-1635)                                                                  | c. 1630-1633 | 79,5 × 66,5 cm    | SK A 1246 (pendant SK A 1247)   | Rijksmuseum                                                 | Amsterdam                    |
|         | Portrait de Cornelia Voogt                                                                                  | 1631         | 126,5 × 101 cm    | OSI-118 (pendant OSI-117)       | Musée Frans Hals                                            | Haarlem                      |
|         | Portrait de Nicolaes van der Meer (1574- )                                                                  | 1631         | 128 × 100,5 cm    | OSI-117 (pendant OSI-118)       | Musée Frans Hals                                            | Haarlem                      |
|         | Portrait d'un cavalier                                                                                      | 1631         | 88 × 66 cm        |                                 | Museo de Arte de São Paulo                                  | São Paulo                    |
|         | L'Homme à la main sur le cœur                                                                               | 1632         | 62 × 52 cm        | Bx E 310 ; Bx M 7087            | Musée des Beaux-Arts de Bordeaux                            | Bordeaux                     |
|         | compagnie de la milice bourgeoise des mousquetaires de Saint-Adrien, Haarlem 1633                           | 1633         | 207 × 337 cm      | OSI-112                         | Musée Frans Hals                                            | Haarlem                      |
|         | portrait d'un homme inconnu                                                                                 | c.1630-1635  | 77,7 × 66 cm      |                                 | collection privée                                           |                              |
|         | Portrait d'homme                                                                                            | c.1630-1635  | 83 × 66 cm        |                                 | collection privée                                           |                              |
|         | portrait d'un homme inconnu                                                                                 | c.1633       | 102,9 × 88,9 cm   |                                 | Tokyo Fuji Art Museum                                       | Tokyo                        |
|         | Portrait d'homme                                                                                            | 1634         | 68 × 58 cm        |                                 | Museo Nacional de San Carlos                                | Mexico                       |
|         | Portrait d'homme                                                                                            | c.1633       | 24,5 × 20 cm      | 1359                            | Gemäldegalerie Alte Meister                                 | Dresden                      |
|         | Portrait d'homme                                                                                            | c.1633       | 24,5 × 19,5 cm    | 1358                            | Gemäldegalerie Alte Meister                                 | Dresden                      |
|         | portrait d'un homme inconnu                                                                                 | 1633         | 64,8 × 50,2 cm    | cat.1251                        | National Gallery                                            | Londen                       |
|         | portrait d'une femme inconnue                                                                               | 1633         | 102,5 × 86,9 cm   | 1937.1.67                       | National Gallery of Art                                     | Washington D.C.              |
|         | Portrait de Pieter van den Broecke (1585-1640)                                                              | 1633         | 71,2 × 61 cm      | cat.51                          | Kenwood House                                               | Londres                      |
|         | Portrait de Catharina Brugman                                                                               | 1634         | 115 × 85 cm       | (pendant 1999.173)              | collection privée                                           |                              |
|         | Tieleman Roosterman (1597-1672) avec blason en haut à droite                                                | 1634         | 117 × 87 cm       | cat n°9009                      | Kunsthistorisches Museum                                    | Vienne                       |
|         | Portrait de Tieleman Roosterman (1597-1672)                                                                 | 1634         | 117 × 87 cm       | 1999.173                        | Cleveland Museum of Art                                     | Cleveland                    |
|         | Portrait d'une femme                                                                                        | 1634         | 112,2 × 83,2 cm   | 51.107                          | Baltimore Museum of Art                                     | Baltimore                    |
|         | portrait d'un homme inconnu                                                                                 | 1634         | 64,5 × 46,3 cm    | 4158                            | Musée des beaux-arts de Budapest                            | Budapest                     |
|         | portrait d'un homme inconnu                                                                                 | 1634         | 73 × 54 cm        |                                 | Timken Museum of Art                                        | San Diego                    |
|         | portrait d'une femme inconnue                                                                               | 1634         | 73,0 × 56,2 cm    | 23.27                           | Detroit Institute of Arts                                   | Detroit                      |
|         | Portrait d'homme au chapeau                                                                                 | c. 1634      | 24,5 × 19,5 cm    | 618                             | Mauritshuis                                                 | La Haye                      |
|         | portrait d'un homme inconnu                                                                                 | 1634         | 82,5 × 70 cm      | 4158                            | Musée des beaux-arts de Budapest                            | Budapest                     |
|         | Portrait de famille dans un paysage                                                                         | c.1635       | 111,8 × 89,9 cm   | 1927-399                        | Cincinnati Art Museum                                       | Cincinnati                   |
|         | Portrait de Feyna van Steenkiste (....-1640)                                                                | 1635         | 123 × 93 cm       | SK-C-557 (pendant SK-C-556)     | Rijksmuseum                                                 | Amsterdam                    |
|         | Portrait de Lucas de Clercq (....-1652)                                                                     | c. 1635      | 126,5 × 93 cm     | SK-C-556 (pendant SK-C-557)     | Rijksmuseum                                                 | Amsterdam                    |
|         | Portrait d'une femme, possible Hylck Boner                                                                  | 1635         | 116,5 × 93,3 cm   | 1910.1.72                       | The Frick Collection                                        | New York City                |
|         | Portrait d'homme, (possible) Johannes Saeckma (1572-1636)                                                   | c.1635       | 121 × 90 cm       | 1276 (possible pendant 72)      | Museum Boijmans Van Beuningen                               | Rotterdam                    |
|         | Portrait de Isaac Massa                                                                                     | 1635         | 20,3 × 18,6 cm    | 1946-74                         | San Diego Museum of Art                                     | San Diego                    |
|         | Portrait d'une femme                                                                                        | c.1635       | 77,3 × 63,5 cm    |                                 | Frans Hals Museum                                           |                              |
|         | La Compagnie du capitaine Reinier Reael et du lieutenant Cornelis Michielsz Blaeuw, dit La Maigre Compagnie | 1633-1637    | 209 × 429 cm      | SK C 374                        | Rijksmuseum                                                 | Amsterdam                    |
|         | Portrait d'un cavalier                                                                                      | 1636-1638    | 86 × 69 cm        | 1937.1.68                       | National Gallery of Art                                     | Washington D.C.              |
|         | Portrait de Willem van Heythuysen (1585-1650)                                                               | 1634-1635    | 47 × 36,7 cm      | lot 26 (2008)                   | collection privée                                           |                              |
|         | Portrait d'homme                                                                                            | c.1635       | 94 × 72,4 cm      |                                 | Woburn Abbey                                                |                              |
|         | Portrait de (possible) Maria Larp ( -1675)                                                                  | 1635-1638    | 83,4 × 68,1 cm    | 6413                            | National Gallery                                            | Londen                       |
|         | Portrait de (possible) Pieter Tjarck                                                                        | 1635-1638    | 85,25 × 69,09 cm  | M.74.31                         | Los Angeles County Museum of Art                            | Los Angeles                  |
|         | Portrait d'homme                                                                                            | 1637         | 67,5 × 57 cm      | L55.45                          | California Palace of the Legion of Honor                    | Los Angeles                  |
|         | portrait d'une femme inconnue                                                                               | 1637         | 67,5 × 57 cm      |                                 | Stuttgart Staatsgalerie                                     | Stuttgart                    |
|         | portrait d'un homme inconnu                                                                                 | 1637         | 67,5 × 57 cm      |                                 | Stuttgart Staatsgalerie                                     | Stuttgart                    |
|         | portrait d'une femme inconnue                                                                               | 1637         | 93 × 67 cm        |                                 | collection privée                                           |                              |
|         | portrait d'un homme inconnu                                                                                 | 1637         | 93 × 67 cm        |                                 | collection privée                                           |                              |
|         | Portrait de Caspar Sibelius (1590-1658)                                                                     | 1637         | 26,5 × 22,5 cm    |                                 | Burned in Billy Rose mansion, Mount Kisco, NY               |                              |
|         | Portrait de Aeltje Dircksdr. Pater (1597-1678)                                                              | 1638         | 66,5 × 52,3 cm    | 1948.137                        | Cleveland Museum of Art                                     | Cleveland                    |
|         | Portrait d'homme, (possible) Johan de Wael (1594-1663)                                                      | 1638         | 69,7 × 54 cm      | (pendant 1948.137)              | collection privée                                           |                              |
|         | portrait d'une femme inconnue                                                                               | 1638         | 94,4 × 70,5 cm    | 78 (pendant 77)                 | Städel Museum                                               | Frankfurt                    |
|         | portrait d'un homme inconnu                                                                                 | 1638         | 94,4 × 70,5 cm    | 77 (pendant 78)                 | Städel Museum                                               | Frankfurt                    |
|         | portrait d'un homme inconnu                                                                                 | c.1638       | 78,9 × 63,5 cm    |                                 | Kremer collection                                           |                              |
|         | Portrait de Claes Duyst van Voorhout                                                                        | c.1638       | 80,6 × 66 cm      |                                 | Metropolitan Museum of Art                                  | New York                     |
|         | Portrait de Maria Pietersdr Olycan                                                                          | 1638         | 86 × 67 cm        | 186 P (pendant 185 P)           | São Paulo Museum of Art                                     | São Paulo                    |
|         | Portrait de Captain Andries van Hoorn                                                                       | 1638         | 86 × 67 cm        | 185 P (pendant 186 P)           | São Paulo Museum of Art                                     | São Paulo                    |
|         | portrait d'un homme inconnu                                                                                 | 1638         | 89 × 69,8 cm      |                                 | Nationalmuseum                                              | Stockholm                    |
|         | portrait d'une femme inconnue                                                                               | 1638         | 89,1 × 70,2 cm    |                                 | Nationalmuseum                                              | Stockholm                    |
|         | Portrait de Jean de la Chambre (1605- )                                                                     | 1638         | 20,6 × 16,8 cm    | 6411                            | National Gallery                                            | Londen                       |
|         | Portrait de Maritge Claesdr. Voogt (....-1644)                                                              | 1639         | 128 × 94,5 cm     | SK-C-139                        | Rijksmuseum                                                 | Amsterdam                    |
|         | Portrait de Pieter Jacobsz. Olycan (1572-1658)                                                              | c. 1639      | 111,1 × 86,7 cm   | sn251                           | The John and Mable Ringling Museum of Art                   | Sarasota                     |
|         | Portrait d'un jeune garçon                                                                                  | c.1638       | 41,5 × 39 cm      |                                 | collection privée                                           |                              |
|         | Jeune garçon lisant; (possible) Nicolaes Hals                                                               | c.1638-1640  | 76 × 63 cm        |                                 | Collection Oskar Reinhart                                   |                              |
|         | Portrait d'un jeune homme                                                                                   | 1638-1640    | 81 × 59 cm        | GG_709                          | Kunsthistorisches Museum                                    | Vienna                       |
|         | Portrait d'une femme, possible Judith van Breda                                                             | 1639         | 29,5 × 21 cm      | 2498 (pendant 49.347)           | Museum Boijmans Van Beuningen                               | Rotterdam                    |
|         | Portrait de Hendrik Swalmius ( -1649)                                                                       | 1639         | 27 × 20 cm        | 49.347 (pendant 2498)           | Detroit Institute of Arts                                   | Detroit                      |
|         | compagnie de la milice bourgeoise des mousquetaires de Haarlem 1639                                         | 1639         | 218 × 421 cm      | OSI-113                         | Musée Frans Hals                                            | Haarlem                      |
|         | Portrait d'une femme                                                                                        | 1639         | 69,5 × 58 cm      |                                 | gestolen van Kunstmuseum Dusseldorf                         |                              |
|         | portrait d'une femme inconnue                                                                               | 1640         | 85,2 × 68,1 cm    | 1898B                           | Musée des beaux-arts de Gand                                | Gand                         |
|         | portrait d'un vieil homme inconnu                                                                           | 1625-1630    | 115,5 × 91,5 cm   | 1910.1.69                       | The Frick Collection                                        | New York City                |
|         | portrait d'un homme inconnu                                                                                 | 1640s        | 66 × 48,3 cm      |                                 | collection privée                                           |                              |
|         | portrait d'une femme inconnue                                                                               | c.1640       | 120 × 94,5 cm     | WRM 2530 (pendant WRM 2529)     | Wallraf-Richartz-Museum                                     | Keulen                       |
|         | Portrait d'homme                                                                                            | c.1640       | 120 × 95 cm       | WRM 2529 (pendant WRM 2530)     | Wallraf-Richartz-Museum                                     | Keulen                       |
|         | Portrait d'un homme 52 ans                                                                                  | 1639         | 115 × 89,5 cm     |                                 | collection privée                                           |                              |
|         | Portrait d'un homme 56 ans                                                                                  | 1640         | 114 × 99 cm       | 1038                            | Collectie Nederland                                         | Amsterdam                    |
|         | Portrait d'un jeune homme                                                                                   | 1640         | 81 × 59 cm        | 1038                            | Kunsthistorisches Museum                                    | Vienne                       |
|         | Le garçon                                                                                                   | c. 1640      | 29,9 cm diameter  |                                 | collection privée                                           |                              |
|         | Portrait d'une femme                                                                                        | c. 1640      | 79,8 × 59 cm      |                                 | National Gallery                                            | Londen                       |
|         | Portrait de groupe des régents de l'hôpital Sainte-Élisabeth de Haarlem                                     | 1641         | 153 × 252 cm      | OSI-114                         | Musée Frans Hals                                            | Haarlem                      |
|         | Portrait d'homme                                                                                            | 1640-1642    | 29,5 × 23,5 cm    |                                 | Staatliche Kunstsammlungen                                  | Dresden                      |
|         | Portrait d'homme                                                                                            | 1640-1642    | 30,5 × 24,5 cm    |                                 | Staatliche Kunstsammlungen                                  | Dresden                      |
|         | portrait d'une femme inconnue                                                                               | 1640-1642    | 78 × 65 cm        |                                 | Coburg, Veste Coburg                                        |                              |
|         | Portrait d'homme                                                                                            | 1640-1642    | 79,2 × 65,3 cm    |                                 | Kiel, Schloss Museum                                        | Kiel                         |
|         | portrait d'une femme inconnue                                                                               | 1643         | 82,6 × 67,3 cm    | NM6421 (pendant BF262)          | Nationalmuseum                                              | Stockholm                    |
|         | portrait d'un homme inconnu avec une horloge                                                                | 1643         | 82,6 × 66,7 cm    | BF262 (pendant NM6421)          | Museum Barnes Foundation                                    | Philadelphia                 |
|         | Portrait de Paulus Verschueren (1606-1667)                                                                  | 1643         | 118,7 × 94 cm     | 26.101.11                       | Metropolitan Museum of Art                                  | New York                     |
|         | portrait d'une femme inconnue                                                                               | 1643         | 122,4 × 97,5 cm   | 1961.18.24 (pendant 1961.18.23) | Yale University Art Gallery                                 | New Haven                    |
|         | Portrait d'homme                                                                                            | 1643         | 122,4 × 97,5 cm   | 1961.18.23 (pendant 1961.18.24) | Yale University Art Gallery                                 | New Haven                    |
|         | Portrait d'homme                                                                                            | 1643         | 76 x 66           |                                 | Herzoglisches Museum, Gotha                                 | Gotha                        |
|         | Portrait d'un homme âgé                                                                                     | 1643         | 92,7 × 75 cm      |                                 | collection privée                                           |                              |
|         | Fragment de portrait d'homme                                                                                | 1643-1644    | 39 × 31,5 cm      |                                 | collection privée                                           |                              |
|         | portrait d'une femme inconnue                                                                               | 1644-1645    | 61,4 × 47 cm      |                                 | National Gallery                                            | Londen                       |
|         | Portrait d'un homme                                                                                         | 1644-1645    | 88 × 65 cm        |                                 | collection privée                                           |                              |
|         | Portrait d'une femme                                                                                        | 1644         | 75,9 × 62,5 cm    | 14/21                           | Michaelis Collection                                        | Kaapstad                     |
|         | Portrait d'homme, (possible) Dr Nicolaes Tulp                                                               | 1644         | 70 × 55 cm        | collectie Six                   | Six Collection                                              | Amsterdam                    |
|         | Portrait de Conradus Vietor (1588-1657)                                                                     | 1644         | 82,5 × 66 cm      |                                 | collection privée                                           |                              |
|         | Portrait d'homme                                                                                            | 1644         | 82,6 × 64,8 cm    | 94.1023                         | The Art Institute of Chicago                                | Chicago                      |
|         | Portrait d'homme                                                                                            | 1644         | 79,5 × 58,4 cm    |                                 | collection privée                                           |                              |
|         | Portrait de Dorothea Berck                                                                                  | 1644         | 83,8 × 69,6 cm    | 1938.231                        | Baltimore Museum of Art                                     | Baltimore                    |
|         | Portrait de Joseph Coymans                                                                                  | 1644         | 33 x 27 1/2 in    | (pendant 1938.231)              | Wadsworth Atheneum                                          | Hartford                     |
|         | Portrait de Willem Coymans                                                                                  | 1645         | 77 × 64 cm        | 1937.1.69                       | National Gallery of Art                                     | Washington D.C.              |
|         | Portrait de Jasper Schade van Westrum (1623-1692)                                                           | 1645         | 80 × 67,5 cm      | O638                            | Galerie nationale de Prague                                 | Praag                        |
|         | Portrait d'un garcon                                                                                        | 1645         | 75,5 × 63,5 cm    |                                 | collection Edsel B. Ford, Detroit                           | Detroit                      |
|         | Portrait d'homme                                                                                            | c.1645       | 42,4 × 33 cm      | 15.901                          | National Gallery of Canada                                  | Ottawa                       |
|         | Portrait de Johannes Hoornbeeck (1617-1666)                                                                 | 1645         | 80 × 68 cm        | 2245                            | Musées royaux des beaux-arts de Belgique                    | Bruxelles                    |
|         | Portrait d'homme                                                                                            | c. 1645      | 78,5 × 67,3 cm    | NG2528                          | National Gallery                                            | Londen                       |
|         | Portrait d'une femme                                                                                        | 1643-1645    | 115 × 85,8 cm     | NG692 (pendant NG691)           | National Gallery of Scotland                                | Édimbourg                    |
|         | Portrait d'homme                                                                                            | 1643-1645    | 115 × 86,1 cm     | NG691 (pendant NG692)           | National Gallery of Scotland                                | Édimbourg                    |
|         | Portrait d'homme, (possible) Adriaen Jansz. van Ostade (1610-1685)                                          | 1645-1648    | 94 × 75 cm        | 1937-1-70                       | National Gallery of Art                                     | Washington D.C.              |
|         | Portrait de famille dans un paysage                                                                         | 1645-1648    | 202 × 285 cm      | 179 (1934.8)                    | Museo Thyssen-Bornemisza                                    | Madrid                       |
|         | Portrait de famille dans un paysage                                                                         | c. 1645-1650 | 148,5 × 251 cm    | 2285                            | National Gallery                                            | Londres                      |
|         | Portrait d'un jeune homme                                                                                   | 1646-1648    | 68 × 56 cm        | 1937.1.71                       | National Gallery of Art                                     | Washington D.C.              |
|         | Portrait d'une femme                                                                                        | 1648-1650    | 108 × 80 cm       | MI 927                          | Musée du Louvre                                             | Paris                        |
|         | Portrait d'homme au chapeau                                                                                 | 1648-1650    | 63,5 × 53,5 cm    | 1942.9.28                       | National Gallery of Art                                     | Washington D.C.              |
|         | Portrait de René Descartes (1596-1650)                                                                      | 1649         | 19 × 14 cm        | DEP7                            | Statens Museum for Kunst                                    | Kopenhagen                   |
|         | Portrait d'une femme                                                                                        | 1648-1650    | 109,5 × 82,5 cm   | 1931.455 (pendant 1931.451)     | Taft Museum of Art                                          | Cincinnati                   |
|         | Portrait d'homme                                                                                            | 1648-1650    | 109,8 × 82,5 cm   | 1931.451 (pendant 1931.455)     | Taft Museum of Art                                          | Cincinnati                   |
|         | Portrait de Nicolaas Stenius (1605-1670)                                                                    | 1650         | 100 × 75,5 cm     | BMH s662                        | Museum Catharijneconvent                                    | Utrecht                      |
|         | Portrait de Adrianus Tegularius                                                                             | 1650-1654    | 27,9 × 22,8 cm    |                                 | collection privée                                           |                              |
|         | Portrait d'homme                                                                                            | 1650         | 104 × 90 cm       |                                 | Nelson-Atkins Museum                                        |                              |
|         | Portrait d'une femme                                                                                        | 1648-1650    | 35 × 29 cm        |                                 | Aurora Art Fund                                             |                              |
|         | Portrait d'une femme                                                                                        | 1650         | 84,6 × 69,2 cm    | 51.3                            | Musée des beaux-arts de Houston                             | Houston                      |
|         | Portrait de Isabella Coymans ( -1689)                                                                       | 1648-1650    | 116 × 86 cm       | (pendant 674)                   | collection privée                                           |                              |
|         | Portrait de Stephanus Geeraerdts ( -1671)                                                                   | 1648-1650    | 115,4 × 87,5 cm   | 674                             | Musée royal des beaux-arts d'Anvers                         | Anvers                       |
|         | Portrait d'une femme                                                                                        | 1650-1652    | 100,3 × 81,3 cm   | 9092                            | Kunsthistorisches Museum                                    | Vienna                       |
|         | Portrait d'une femme                                                                                        | 1650–1652    | 102,6 × 88,9 cm   | 272:1955                        | Saint Louis Art Museum                                      | Saint Louis                  |
|         | Portrait d'homme                                                                                            | 1650-1652    | 108 × 80 cm       | lot 37A                         | Liechtenstein Museum (ancienne collection Jakob Gsell)      | Liechtenstein                |
|         | Portrait d'homme                                                                                            | after 1650   | 113 × 81,9 cm     | 1917.1.70                       | The Frick Collection                                        | New York City                |
|         | Portrait d'une femme                                                                                        | after 1650   | 100 × 81,9 cm     | 91.26.10 (pendant 1906.1.71)    | Metropolitan Museum of Art                                  | New York                     |
|         | Portrait d'homme                                                                                            | after 1650   | 100,3 × 82,9 cm   | 1906.1.71 (pendant 912610)      | The Frick Collection                                        | New York City                |
|         | Portrait du jeune homme au gant                                                                             | v. 1650      | 80 × 66,5 cm      | 982                             | musée de l'Ermitage                                         | Saint-Pétersbourg            |
|         | Portrait d'homme                                                                                            | 1650-1652    | 110,5 × 86,3 cm   | 91.26.9                         | Metropolitan Museum of Art                                  | New York                     |
|         | Portrait d'homme                                                                                            | 1650-1652    | 65 × 56,5 cm      |                                 | collection privée                                           |                              |
|         | Portrait d'homme                                                                                            | 1650-1652    | 84,7 × 67 cm      | 816                             | musée de l'Ermitage                                         | Saint-Pétersbourg            |
|         | Portrait d'homme                                                                                            | 1650-1652    | 108 × 79 cm       |                                 | Liechtenstein Museum                                        | Vienne                       |
|         | Portrait de Willem van Heythuysen                                                                           | 1653         | 46,5 × 37,5 cm    | 2247                            | Musées royaux des beaux-arts de Belgique                    | Bruxelles                    |
|         | Portrait d'homme                                                                                            | 1658-1660    | 35,5 × 29,5 cm    |                                 | Van Otterloo collection                                     |                              |
|         | Portrait de Tyman Oosdorp                                                                                   | c. 1656      | 89 × 70 cm        | 801H                            | Gemäldegalerie                                              | Berlin                       |
|         | Portrait de Vincent Laurensz van der Vinne                                                                  | 1655         | 64,8 × 49 cm      |                                 | Musée des beaux-arts de l'Ontario                           | Toronto                      |
|         | Portrait d'une femme                                                                                        | 1655-1660    | 60 × 55,6 cm      | KINCM:2005.5003                 | Ferens Art Gallery                                          |                              |
|         | Le voyageur                                                                                                 | 1655-1660    | 35 × 26 cm        |                                 | collection privée                                           |                              |
|         | Portrait d'un jeune homme                                                                                   | 1650-1655    | 67,3 × 50,8 cm    | M.1972.4.P                      | Norton Simon Museum                                         | Pasadena                     |
|         | Portrait de (possible) John Livingston (1603-1672)                                                          | 1650-1655    | 58,4 × 47 cm      |                                 | collection privée                                           |                              |
|         | Portrait d'homme                                                                                            | 1650-1652    | 115 × 84,5 cm     | 1942.9.29                       | National Gallery of Art                                     | Washington D.C.              |
|         | Portrait de Frans Jansz. Post (1612-1680)                                                                   | c. 1655      | 27,5 × 23 cm      |                                 | Worcester Art Museum                                        | Worcester                    |
|         | Portrait d'homme                                                                                            | 1655-1660    | 104 x 84,5        | KMS3847                         | Statens Museum for Kunst                                    | Kopenhagen                   |
|         | Portrait d'homme                                                                                            | 1655-1660    | 77,47 × 64,77 cm  | 68.101                          | Memorial Art Gallery                                        |                              |
|         | Portrait d'une femme                                                                                        | 1655-1660    | 65 × 45 cm        |                                 | Museo Thyssen-Bornemisza                                    | Madrid                       |
|         | Portrait d'homme                                                                                            | 1655-1660    | 65 × 45 cm        |                                 | Museo Thyssen-Bornemisza                                    | Madrid                       |
|         | Portrait d'homme                                                                                            | c. 1660      | 31,6 × 25,5 cm    | 928                             | Mauritshuis                                                 | La Haye                      |
|         | Portrait d'homme                                                                                            | 1660         | 37 × 29,8 cm      | SK A 2859                       | Rijksmuseum                                                 | Amsterdam                    |
|         | Portrait du pasteur Langelius                                                                               | c.1660       | 76 × 63,5 cm      |                                 | Musée de Picardie                                           | Amiens                       |
|         | Portrait d'une femme                                                                                        | 1660-1666    | 44,5 × 34,3 cm    | PO589                           | Christ Church Picture Gallery                               | Oxford                       |
|         | Portrait d'un homme assis avec un chapeau de travers                                                        | 1660-1663    | 80 × 67 cm        | 150                             | Fitzwilliam Museum                                          | Londen                       |
|         | Portrait d'une femme                                                                                        | 1645-1650    | 102,3 × 81,3 cm   |                                 | collection privée, dans le Musée Frans Hals                 | Haarlem                      |
|         | Portrait de Isaac Massa au chapeau ou L'Homme au chapeau mou                                                | 1661-1663    | 79,5 × 66,5 cm    | 219                             | Gemäldegalerie Alte Meister (Cassel)                        | Cassel                       |
|         | Portrait de Willem Croes (d.1666)                                                                           | 1662-1666    | 47,1 × 34,4 cm    | 8402                            | Alte Pinakothek                                             | Munich                       |
|         | Portrait d'un homme                                                                                         | 1660-1666    | 69 × 60,5 cm      |                                 | Musée Jacquemart-André                                      | Paris                        |
|         | Portrait d'homme avec un livre                                                                              | c.1660       | 36,5 × 29,9 cm    |                                 | collection privée                                           |                              |
|         | Portrait de Cornelis Guldewagen (1599-1663)                                                                 | 1660-1663    | 40 × 30,5 cm      |                                 | Krannert Art Museum                                         | Urbana                       |
|         | Portrait d'homme                                                                                            | 1660-1666    | 85,8 × 66,9 cm    | 66.1054                         | Museum of Fine Arts                                         | Boston                       |
|         | Portrait d'homme                                                                                            | 1660-1666    | 70 × 58,5 cm      |                                 | Kunsthaus de Zurich Fondation et Collection Emil G. Bührle  | Zurich                       |
|         | Portrait de groupe des régents de l'hospice des vieillards                                                  | 1664         | 172,5 × 256 cm    | OSI-115                         | Musée Frans Hals                                            | Haarlem                      |
|         | Portrait de groupe des régentes de l'hospice des vieillards                                                 | 1664         | 170,5 × 249,5 cm  | OSI-116                         | Musée Frans Hals                                            | Haarlem                      |